# Стадник Павло Митрофанович
Павло́ Митрофа́нович Ста́дник (* 1906, с. Голубівка, Дніпропетровська область) — вчений у галузі фізичної хімії.

## З життєпису
Родом із села Голубівки (Дніпропетровська область). По закінченні хімічного факультету Харківського інституту народної освіти (1929) працював у Кіровоградському педагогічному і Дніпропетровському сільськогосподарському інститутах. Від 1947 року завідує кафедрою фізичної хімії Ужгородського університету, від 1955 року — його професор.
Понад 70 друкованих праць з ділянки каталізу та впливу електричного та магнітного поля на діяльність каталізаторів.